# Fernand Deschamps
Jules Joseph Fernand Ghislain (Fernand) Deschamps (Châtelineau, 13 juli 1868 - Brussel, 15 maart 1957) was een Belgische intellectueel die gedurende de eerste helft van de 20e eeuw betrokken was bij de discussies rondom de sociaal-economische en ethische problematiek.

## Levensloop
Hij ging op zijn 16e werken in de metaalindustrie en werd middels zelfstudie en via het staatsexamen bij de Middenjury (te Leuven) doctor in de rechten. Hij studeerde verder bij het HIW (Hoger Instituut voor Wijsbegeerte, te Leuven) en werd redacteur bij de krant Le Vingtième Siècle. In 1898 won hij een eerste prijs voor beste filosofische verhandeling en kreeg daar een studiebeurs voor. Daarmee vertrok hij naar Duitsland waar hij anderhalf jaar doorbracht bij diverse universiteiten: Bonn, Leipzig, Berlijn en Hamburg. Tussentijds hield hij contact met het HIW en werkte mede aan de Revue Sociale Catholique. Hij leverde ook een bijdrage aan een publicatie van het HIW over bijzondere katholieke schrijvers en werd lid van de SES (Société d'Economie Sociale).
In 1900 trad hij in dienst bij het Ministerie van Onderwijs en was onder leiding van Cyrille Van Overbergh weer betrokken bij het Hoger Instituut voor Wijsbegeerte van de KU Leuven als gastdocent en mede-secretaris van het aan de Revue Néo-scolastique als aanhangsel gekoppelde tijdschrift Le mouvement sociologique. Hij was betrokken bij de oprichting van de Société belge de Sociologie, was er met Legrand redactiesecretaris en speelde een bemiddelende rol bij de controverses over sociologie in het spanningsveld tussen godsdienst (ethiek) en wetenschap.
In dezelfde periode doceerde hij tevens wijsbegeerte aan de Extension Universitaire pour dames d'Anvers van Marie Elisabeth Belpaire. In 1901 werd hij voor een missie uitgezonden naar de Verenigde Staten om daar de strijd voor het vrouwenkiesrecht (Suffrage) te bestuderen. Een synthese van deze studie verscheen zowel in de Annales de Sociologie als in een bijlage van de Revue Néoscolastique.
Met vele boekbesprekingen en artikelen in diverse wetenschappelijke en (sociaal-katholieke) intellectuele tijdschriften (bibliografie : https://kadoc.kuleuven.be/pdf/odis-bijlagen/bibliographie-deschamps-fernand.pdf) bleef hij als oud-leerling en volgeling van Désiré Mercier het gedachtegoed van het positivisme van Auguste Comte verspreiden.
Vanaf 1903 was hij eerst als docent en ten slotte als hoogleraar verbonden aan de Rijkshandelshogeschool van Antwerpen en kreeg er de vakgebieden economie, economische geschiedenis en staatshuishoudkunde toebedeeld. Later trad hij daarenboven toe tot de Koloniale Universiteit te Antwerpen.
Gedurende de Eerste Wereldoorlog en de buitenwerkingstelling van de universiteiten week hij uit naar Engeland en vond onderdak bij de Universiteit van Cambridge bij het Christ's College.
In 1933 kwam er een einde aan zijn loopbaan als professor bij de Rijkshandelshogeschool en werd hem bij Koninklijk Besluit uit handen van Camille Huysmans het emeritaat verleend.
Na de Eerste Wereldoorlog verdedigde hij ook als gematigd katholiek deels het gedachtegoed van Charles Maurras, maar zag hiervan af toen ditzelfde gedachtegoed een verkeerde wending kreeg.
Hij mengde zich tot 1940 in de sociaal-politieke en godsdienstige kwesties met vele uitgebreide columns in La revue Catholique des Idées et des faits, en in de kranten zoals Le Vingtième Siècle en La Libre Belgique op hun respectievelijke voorpagina's.
Zijn beste vriend Georges Legrand, "Professeur d'Economie Sociale" aan de Landbouwhogeschool te Gembloux, die hij bij het HIW had leren kennen en hijzelf deelden in grote mate eenzelfde gedachtegoed en vertoonden een vergelijkbaar verloop in de ontwikkeling van hun activiteiten.
Het gehele archief en zijn persoonlijke bibliotheek verdwenen gedurende de Tweede Wereldoorlog in het bombardement van zijn woning die hij net ervoor had verlaten.